# Raión de Sharur
Sharur (en azerí: Şərur) es uno de los cincuenta y nueve rayones de Azerbaiyán, se encuentra localizado en la República Autónoma de Najicheván. La ciudad capital es la ciudad de Sharur.

## Territorio y población
Posee una superficie de 708 kilómetros cuadrados, los cuales son el hogar de una población compuesta por unas 97 900 personas. Por ende, la densidad poblacional se eleva a la cifra de los 138,3 habitantes por cada kilómetro cuadrado de este raión.